# 確率の古典的な定義
確率の古典的な定義は、17世紀から19世紀のヤコブ・ベルヌーイとピエール＝シモン・ラプラスの研究で認識されている。ラプラスの『確率の解析的理論』（仏: Théorie analytique des probabilités）では、次のように述べられている：

事象の確率は、起こりやすさに差異が認められない全ての場合の数に対する、期待していた事象の場合の数の比率（割合）である
—ピエール＝シモン・ラプラス,確率の解析的理論

この定義は、本質的に、等確率の原理による帰結である。根元事象に等しい確率が割り当てられている場合、事象の確率は、その事象内の結果の数の結果の総数に対する割合になる。
確率の古典的定義は、19世紀のジョン・ベンやジョージ・ブールなどの数人の学者に疑問視され、彼らの批判、特にロナルド・フィッシャーの業績により、頻度主義統計学による確率の定義が受け入れられるようになった。ベイズによる方法では事前確率分布を必要とし、等確率の原理がそれを引き起こすため、確率の古典的定義はベイズ確率を求めるために再び脚光を浴びることとなる。古典的確率は、試行が行われる前の事前確率で適切であると思われるものを提供する。

## 歴史
数学の中の確率論は、人間が先史時代からサイコロで遊んでいる文化の証拠があるにもかかわらず、例えば古代ギリシアで発達した幾何学などと比べて比較的新しい分野である。確率の概念を最も早く著した学者の一人として、ジェロラモ・カルダーノが挙げられる。彼は古典的確率を、ゲーム、ギャンブルを通じて系統的に記した。
確率の持続的な発展は、1654年に、ブレーズ・パスカルが父の友人であるピエール・ド・フェルマーと、運が左右するゲームについての2つの問題を文通でやりとりしていた時に始まった。きっかけは、その年より前のパスカルの旅行で、同行していたフランスの貴族シュヴァリエ・ド・メレ (Chevalier de Méré) が、サイコロ賭博で見立てに反して大損をした理由をパスカルに質問したことにある。問題の1つは、「得点の問題」、「分配問題」と呼ばれる問題である。当時すでに古典的な問題となっており（早くも1494年にルカ・パチョーリに取り扱われ、さらにさかのぼること1400年に匿名の原稿で取り扱われている） 、賭博を中断したとき、プレーヤーへの賞金の「公平な」配当率は何かという問題である。もう1つの問題は、投げるサイコロを1個から2個にしたときの、ゾロ目の出やすさについてである（「ド・メレの2つのダイス」）。後者の問題はメレ自身の発見であり、彼は数学的理論を現実の問題に適用することの危険性について述べた。旅行中に彼らはさらに他の数学的哲学的問題についても議論し、メレは考えが深められることとなった。
パスカルは、数学は美しく完璧なものであるが現実とのつながりが不十分というメレの考えに同意せず、純粋数学の中でこれらの2つの問題を解決しメレの考えが間違っていることを立証しようと決意した。当時すでに著名な数学者として知られていたフェルマーが同じ結論に達したことを知ったとき、2人が問題を最終的に解決したと確信した。このやりとりはホイヘンス、ロベルヴァルや間接的にカラミュエルといった数学者に広まり、これは数学者は勝敗が運で決まるゲームから問題を研究し始めたことを示している。このやりとりで「確率」には言及しておらず、「最適な配当」を対象としていた。
半世紀後、ヤコブ・ベルヌーイは、確率の洗練された見解を示した。彼は順列と組合せを備えた理論を構築し、古典的な例を超えた範囲（個別の例、司法、財政的決定など）で確率の概念を展開し、試行回数が増えるにつれ不確実性が減り、確率を推定できることを示した。
ディドロとダランベールの『百科全書』の1765年の巻には、それまでの確率についての知識と長い議論が含まれている。「自然そのものの考察から導き出された」確率（物理的）と「過去の経験にのみ基づいており、将来に向けて自信をもって結論を導き出すことができる」確率（証拠）は区別される。
確率の明確で普遍的である定義の源はラプラスによるものである。1814年までに、彼は次のように述べている：

偶然の理論は、同じ種類の、同様に確からしい全ての事象の中のいくつかの事象を期待することを対象とする。つまり、未定の（根元）事象全体から事象を決定するときに、期待していた事象の起こる度合いを確率とする。全ての場合の数に対する期待している場合の数の比率が確率である。分子が期待している場合の数であり、分母が全ての場合の数である。
—ピエール＝シモン・ラプラス,確率についての哲学的随想

この説明は、最終的に確率の古典的な定義となる。ラプラスは、半世紀にわたり確率についての著書（技術書および一般書）のいくつかの版を著した。彼の前任者（カルダノ、ベルヌーイ、ベイズ）の多くは死後記述が単一の文書として公開された。

## 批評
確率の古典的定義は、コイン、カード、サイコロの物理的対称性に基づいて、根元事象に等しい確率を割り振る。
- 定義は非常に限られている。サイコロなどに物理的対称性がない場合については何も述べていない。例えば、保険料は、測定された損失率によってのみ合理的な価格設定ができる。
- 理想的な場合を除いて、等確率の原理は明らかではない。実際のコインは真に対称ではない。
- 確率の古典的定義は、偏った確率の解釈を引き起こし、哲学的な多様性を疎外する。

## その他
- パスカルの三角形 - パスカルが「分配問題」を一般的に解くために用いた[18]。
- 期待値 - クリスティアーン・ホイヘンスがパスカルとフェルマーの仕事を整理して導入した[18]。